# Shorea palosapis
Shorea palosapis (tiếng Anh thường gọi là Philippine Mahogany hoặc White Lauan) là một loài thực vật thuộc họ Dipterocarpaceae. Đây là loài đặc hữu của Philippines. Chúng hiện đang bị đe dọa vì mất môi trường sống do sự can thiệp của con người vào môi trường sống tự nhiên của chúng.